# Златка бронзова дубова
Бронзова дубова златка (Chrysobothris affinis F.) — жук з родини златок.

## Опис
Жуки 8-15 міліметрів завдовжки, зверху бронзові, бронзово-чорні, черевце одноколірне, бронзово-чорне або металево-зелене. Ширина передньоспинки вдвічі більша її довжини. Верхівкові кути анального стерніту самців та самок не відтягнуті у вигляді гострих зубців. Кожне надкрило з трьома невеликими круглими золотистими ямками і з невиразними поздовжніми ребрами; передні стегна на внутрішньому краї з зубчиком. 

## Екологія
В Україні поширена в районах зростання дубу. Личинки розвиваються на буку, дубах, грабі, гіркокаштані, горіхові, ліщині, березі, груші тощо. Вони проточують хвилясті ходи під корою в дубі. Заляльковуються в колисочках у деревині. Літ спостерігається з травня до кінця липня. Самки відкладають яйця (по 1-3) в нижній частині штамбу. Генерація однорічна.